# Овусу, Самуэль
Самуэль Кваме Овусу (англ. Samuel Kwame Owusu; род. 28 марта 1996, Аккра) — футболист, вингер клуба «Чукарички» и сборной Ганы.

## Клубная карьера
Овусу — воспитанник клубов «Ред Булл Гана» и «Висион». Летом 2014 года игрок подписал контракт с сербским «Радником» из Сурдулицы. 18 октября в матче против «Борча» он дебютировал в Первой лиге Сербии. По итогам сезона Овусу помог клубу выйти в элиту. 8 августа 2015 года в матче против «Бораца» он дебютировал в сербской Суперлиге. 26 сентября в поединке против «Явора» Самуэль забил свой первый гол за «Радника». 
Летом 2016 года Овусу перешёл в турецкий «Генчлербирлиги». 30 ноября в матче Кубка Турции против «Фенербахче» он дебютировал за основной состав. 29 декабря в поединке против «Амеда» Самуэль забил свой первый гол за «Генчлербирлиги». 
Летом 2017 года Овусу подписал контракт с «Чукарички», подписав контракт на 3 года. 25 августа в матче против «Рада» он дебютировал за новую команду. 29 ноября в поединке против «Младост» Самуэль забил свой первый гол за «Чукарички». Летом 2019 года Овусу перешёл в саудовский «Аль-Фейха». Сумма трансфера составила 1,5 млн. евро. 24 августа в матче против «Аль-Фейсали» он дебютировал в саудовской Про-лиге. 25 октября в поединке против «Аль-Фатех» Самуэль забил свой первый гол за «Аль-Фейха». В 2020 году Овусу был арендован «Аль-Ахли». 31 октября в матче против «Аль-Иттихад» он дебютировал за новую команду. 7 ноября в поединке против «Аль-Айн» Самуэль забил свой первый гол за «Аль-Ахли». По окончании аренды он вернулся обратно. Летом 2022 года Овусу вернулся в «Чукарички». 

## Международная карьера
В 2019 году в товарищеском матче против сборной Намибии Овусу дебютировал за сборную Ганы. В 2019 году Самуэль попал в заявку на участие в Кубке Африки в Египте. На турнире он сыграл в матчах против сборных Камеруна, Гвинеи-Биссау, Бенина и Туниса.
12 октября 2020 года в матче против сборной Катара Овусу забил свой первый гол за национальную команду. 
В 2021 году Овусу принял участие в Кубке Африки в Камеруне. На турнире он сыграл в матче против сборной Комор

### Голы за сборную Ганы
| #   | Дата            | Место                           | Противник | Счёт | Результат | Соревнование      |
| --- | --------------- | ------------------------------- | --------- | ---- | --------- | ----------------- |
| 01. | 12 октября 2020 | Титаник Мардан, Анталья, Турция | Катар     | 3:1  | 3:1       | Товарищеский матч |